# Isidor von Hoditz
Graf Isidor von Hoditz (* 7. Oktober 1713 auf Roßwald; † 14. November 1764) war preußischer Oberst und Chef des Braunen Husaren-Regiments Nr. 6 sowie Erbherr von Füllstein und Ober-Paulwitz.

## Leben

### Herkunft
Seine Eltern waren der Graf Carl Joseph von Hoditz und Wolframitz (1673–1741) und dessen Ehefrau Eleonore Barbara, geborene von Paczensky und Tenczin (1676–1725). Zwei Brüder wurden Geistliche, sein Bruder Albert Joseph war ein persönlicher Freund von Friedrich II.

### Militärkarriere
Hoditz kam 1741 als Rittmeister aus österreichischen Diensten nach Preußen und wurde Oberst. Dort errichtete er das Braune Husaren-Regiment Nr. 6, welches später das Husaren-Regiment Nr. 4 bildete, wurde aber bereits 1743 schon wieder entlassen.

### Familie
Seine erste Frau war die Gräfin Antonia von Seidlitz und Gohlau.
Er heiratete am 2. Dezember 1743 Gräfin Maria Anna Cäcilia Vetter von der Lilie (* 1716; † 4. Dezember 1780). Das Paar hatte eine Tochter:
- Maria Anna

⚭ 24. Juni 1764 Johann de Matha von Larisch (1738–1792)
⚭ 19. September 1793 Baptist Eugen von Orlick (* 26. September 1746), k.u.k. Kämmerer und Oberst
Seine Güter erbte später sein Bruder Albert Joseph.